# Дастакерт
Дастакерт (јерм. Դաստակերտ) је град и општина на северозападу јерменског марза Сјуник. Налази су на источним обронцима Зангезурских планина у подножју планине Ајри на удаљености од 127 km северно од административног центра марза Капана и око 240 јужно од главног града Јеревана. 
Насеље Дастакерт се први пут спомиње у XII веку као село у списима Степаноса Орбелијана. Насеље је 1951. године добило статус града у оквиру ССР Јерменије, а већ наредне године ту је саграђена велика топионица бакра и молибдена. Фабрика је привукла велики број становника и већ шездесетих година ту је живело више од 4.000 становника. Међутим, фабрика је затворена 1975. и од тада број становника нагло опада. 
Према подацима статистичке службе Јерменије у граду је 2010. живело свега 303 становника и углавном је реч о јерменским избеглицама из суседног Азербејџана. Запослено је свега 8% становника.
Да би спречила одумирање насеља, Влада Јерменије је 1995. потврдила статус града Дастакерту, тако да је он данас по броју становника убедљиво најмања општина и градски центар у Јерменији. У новије време на подручју некадашње топионице гради се мања топионица у којој би се запослило домаће становништво.
На 2 km северно од града налази се литографски натпис на стени која се назива Вардапет кар.